# Lâm Tới
Lâm Tới (15 tháng 1 năm 1937 – 27 tháng 10 năm 2000), là một diễn viên điện ảnh người Việt Nam, nổi tiếng qua các phim Vĩ tuyến 17 ngày và đêm, Cánh đồng hoang, Mùa gió chướng. Lâm Tới còn được biết với vai trò đạo diễn phim. Ông đã được Nhà nước Việt Nam được phong tặng danh hiệu Nghệ sĩ nhân dân vào năm 1997.

## Cuộc đời
Lâm Tới, tên khai sinh của ông là Lâm Thanh Tòng, sinh ngày 15 tháng 1 năm 1937 tại làng Mỹ Hội, quận Cao Lãnh, tỉnh Sa Đéc, nay là xã Mỹ Hội, huyện Cao Lãnh, tỉnh Đồng Tháp. Ông tham gia cách mạng vào năm 12 tuổi và được tiểu đội trưởng du kích xã giao nhiệm vụ cho trâu ăn gần đồn bót, làm quen với lính và làm công việc liên lạc.
Năm 1954, Lâm Tới nhập ngũ thuộc Đại đội 949, Tiểu đoàn 311, làm liên lạc. Sau hiệp định Giơnevơ, ông tập kết ra Bắc và học văn hóa Tại trường Học sinh miền Nam tại Thanh Hóa. Năm 1955, ông được tuyển vào đơn vị 36 Thanh niên xung phong đi làm đường sắt Hà Nội – Mục Nam Quan. Sau đó, ông về làm y công Bệnh viện Hữu Nghị Việt – Xô. Ông vinh dự được vào Phủ Chủ tịch gặp Chủ tịch Hồ Chí Minh. Năm 1957, Lâm Tới trở lại học tại Trường Học sinh miền Nam số 12 ở Hà Đông và Quảng Ninh. Năm 1959, khi Trường Điện ảnh Việt Nam được thành lập, ông theo học khóa diễn viên đầu tiên của trường. Năm 1962, tốt nghiệp loại ưu, Lâm Tới về công tác tại xưởng phim truyện Việt Nam.
Năm 1962, Lâm Tới tham gia bộ phim Hai người lính, đây là vai diễn đầu tay của ông, bộ phim đã đoạt giải nhất Quả cầu vàng tại Tiệp Khắc. Sau đó, ông liên tiếp tham gia các bộ phim tại Xưởng phim truyện Việt Nam như Trên vĩ tuyến 17, Nổi gió, Nguyễn Văn Trỗi, Cuộc chiến đấu vẫn còn tiếp diễn, Đường về quê mẹ, Vĩ tuyến 17 ngày và đêm. Năm 1969, ông theo học Trường Bổ túc văn hóa của Bộ Văn hóa, tốt nghiệp phổ thông. Năm 1972, ông tiếp tục học hàm thụ Văn sử địa trường Đại học Tổng hợp. Sau đó, ông theo học Đại học Ngoại ngữ.
Năm 1974, Lâm Tới rời Xưởng phim truyện Việt Nam để sang Cộng hòa Dân chủ Đức làm sinh viên thực tập đạo diễn phim. Tốt nghiệp, ông trở về Thành phố Hồ Chí Minh và tham gia công tác tại Xưởng phim Giải Phóng. Năm 1978, Lâm Tới tham gia vào 2 bộ phim truyện đều do Nghệ sĩ nhân dân Nguyễn Hồng Sến đạo diễn là Cánh đồng hoang và Mùa gió chướng. Bộ phim Cánh đồng hoang đã đoạt 6 giải thưởng trong và ngoài nước, đặt biệt với giải Bông sen vàng tại Liên hoan phim Việt Nam lần thứ 5 tổ chúc tại Hà Nội. Cũng tại liên hoan phim lần này, vai diễn nhân vật Ba Đô trong phim đã giúp ông đoạt giải Giải Nam diễn viên chính xuất sắc. Bộ phim tham dự Liên hoan phim quốc tế Moskva, Lâm Tới đã vinh dự nhận phần thưởng cao nhất cho phim Cánh đồng hoang.
Lâm Tới đã được tặng thưởng Huân chương Lao động hạng Nhì, Huân chương Kháng chiến chống Pháp hạng Ba, Huân chương Kháng chiến chống Mỹ hạng Ba, Huy hiệu thành phố Hồ Chí Minh, Huy chương Vì thế hệ trẻ và được phong danh hiệu Nghệ sĩ ưu tú năm 1984, Nghệ sĩ Nhân dân năm 1997. Ngày 27 tháng 11 năm 2000, Lâm Tới qua đời tại Thành phố Hồ Chí Minh, thọ 63 tuổi.

## Tác phẩm

### Điện ảnh
Danh sách này không đầy đủ, bạn cũng có thể giúp mở rộng danh sách.
| Năm  | Phim                             | Vai diễn             | Đạo diễn                             | Ghi chú | Nguồn         |
| ---- | -------------------------------- | -------------------- | ------------------------------------ | ------- | ------------- |
| 1962 | Hai người lính                   | Kính                 | Vũ Sơn                               |         |               |
| 1963 | Đi bước nữa                      | Lạc                  | NSND Trần Vũ                         |         | [ 9 ] [ 10 ]  |
| 1965 | Trên vĩ tuyến 17                 |                      | NSƯT Lý Thái Bảo, Nguyễn Nhất Hiên   | [ a ]   | [ 11 ]        |
| 1965 | Lá cờ chuẩn                      | Tá                   | U - Đa                               |         |               |
| 1966 | Nổi gió                          | Tịnh                 | NSND Huy Thành                       | [ b ]   | [ 12 ]        |
| 1966 | Nguyễn Văn Trỗi                  | Đội trưởng cảnh sát  | NSND Bùi Đình Hạc, NSƯT Lý Thái Bảo  | [ b ]   | [ 12 ]        |
| 1967 | Khói                             | Hựu                  | NSND Trần Vũ, Nguyễn Thụ             |         | [ 13 ]        |
| 1969 | Cuộc chiến đấu vẫn còn tiếp diễn | Sáng                 | NSND Nguyễn Khắc Lợi                 |         |               |
| 1970 | Chị Nhung                        | Cảnh sát trưởng ngụy | NSND Đặng Nhật Minh, Nguyễn Đức Hinh |         | [ 14 ]        |
| 1971 | Đường về quê mẹ                  | Núi                  | NSND Bùi Đình Hạc                    | [ c ]   | [ 15 ] [ 16 ] |
| 1973 | Vĩ tuyến 17 ngày và đêm          | Trần Sùng            | NSND Hải Ninh                        | [ d ]   | [ 12 ]        |
| 1977 | Giữa hai làn nước                |                      | Bùi Sơn Duân                         |         | [ 17 ]        |
| 1978 | Mùa gió chướng                   | Tám Quyện            | NSND Nguyễn Hồng Sến                 | [ e ]   | [ 18 ] [ 12 ] |
| 1979 | Cánh đồng hoang                  | Ba Đô                | NSND Nguyễn Hồng Sến                 | [ f ]   | [ 2 ] [ 12 ]  |
| 1981 | Cho cả ngày mai                  | Thiếu tá Cần         | Long Vân                             |         |               |
| 1983 | Bãi biển đời người               | Bác sĩ Hợp           | NSND Hải Ninh                        |         |               |
| 1985 | Lối rẽ trái trên con đường mòn   | Hùng                 | NSND Huy Thành                       | [ g ]   | [ 19 ] [ 20 ] |
| 1988 | Vết nhơ                          | Luân                 | Lê Dũng                              |         |               |
| 1989 | Biệt ly trắng                    | Ông cậu              | NSND Đào Bá Sơn                      |         |               |
| 1990 | Hẹn gặp lại Sài Gòn              | Tư Đờn               | Long Vân                             |         |               |
| 1996 | Lời thề                          | Ông Thông            | Nguyễn Tường Phương                  |         |               |

### Truyền hình
| Năm  | Phim                | Vai diễn | Đạo diễn      | Kênh | Ghi chú | Nguồn  |
| ---- | ------------------- | -------- | ------------- | ---- | ------- | ------ |
| 1999 | Đồng tiền xương máu | Ông Khải | Đinh Đức Liêm | HTV9 |         | [ 12 ] |

## Thành tựu

### Huân chương
- Huân chương Kháng chiến chống Pháp hạng Ba.
- Huân chương Kháng chiến chống Mỹ hạng Ba.
- Huân chương Lao động hạng Nhì.
- Huy chương Vì thế hệ trẻ hạng Nhất.
- Huy hiệu Thành phố Hồ Chí Minh.

### Giải thưởng
| Năm  | Lễ trao giải                      | Hạng mục                     | Tác phẩm        | Kết quả   | Nguồn       |
| ---- | --------------------------------- | ---------------------------- | --------------- | --------- | ----------- |
| 1980 | Liên hoan phim Việt Nam lần thứ 5 | Nam diễn viên chính xuất sắc | Cánh đồng hoang | Đoạt giải | [ 2 ] [ 3 ] |